# وایومینگ (فیلم ۱۹۴۰)
وایومینگ (انگلیسی: Wyoming) فیلمی در ژانر وسترن به کارگردانی ریچارد تورپ است که در سال ۱۹۴۰ منتشر شد.

## بازیگران
- والاس بیری
- لئو کریلو
- ان رادرفورد
- لی بومن
- هنری تراورز
- مارجوری ماین
- پال کلی
- بابز واتسون